# Passe de Khyber
La passe de Khyber, ou défilé de Khaïber (en pachto : د خیبر در, en ourdou : درۂ خیبر, en persan : تنگه خیبر), est une longue montée de 58 km sinuant entre les monts Safed Koh et Kachmund. C'est l'un des passages les plus importants entre l'Afghanistan et le Pakistan, à environ 1 070 m d'altitude, entre les villes de Peshawar, Jalalabad et Kaboul.

## Géographie

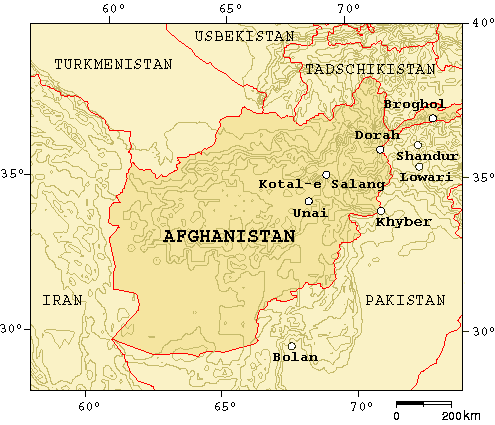
Col de montagne de l'Afghanistan.

La passe — qui est sous contrôle pakistanais sur la plus grande partie de sa longueur — mène à Kaboul par le nord-ouest de Peshawar. Elle comporte une route depuis 1879 et une ligne de chemin de fer (en), achevée en 1925 à l'époque du Raj britannique. Celle-ci ne compte pas moins de 34 tunnels et 92 ponts, construits au prix astronomique de plus de 2 000 000 £. À son point le plus étroit, la passe ne fait que 16 m de large, mais elle s'élargit parfois jusqu'à 1 600 m.
Elle débute à 18 kilomètres de Peshawar au fort de Jamrud (construit en 1823 par les Sikhs, où le fameux général Hari Singh Nalwa (en) est mort et enterré). Une arche en pierres de style médiéval, la Bab-i-Khyber, fut érigée en 1964 tout près du fort en même temps qu'une plateforme d'observation destinée aux dignitaires. Les Britanniques ont édifié un fort commandant le passage le plus étroit, au lieu-dit Ali Masjid. Le col s'élève à 1 072 m, à la ville contrebandière de Landi Kotal, située à 8 km de la frontière afghane, et se termine à Torkham.

## Histoire
Les armées ont tiré profit de la passe depuis 326 av. J.-C. quand Alexandre le Grand et son armée l'ont franchie pour atteindre l'Inde. La passe de Khyber est l'une des plus connues au monde notamment pour son histoire violente  car elle a été une voie d'invasion. Les Perses, les Mongols et les Tartares l'ont également franchie pour répandre l'islam en Inde.
Elle accueillit aussi en janvier 1842 le Dr William Brydon, seul survivant (européen) d'une colonne de 16 500 militaires et civils britanniques menée par le général William Elphinstone et exterminée par des guerriers ghilzai à la passe de Gandamak (entre Kaboul et Jalalabad). Cet endroit demeure le témoin silencieux d'événements historiques majeurs pour cette région du monde où, selon le soldat britannique George Molesworth (en), « il ne se trouve pas une pierre qui n'ait déjà été teintée de sang[réf. nécessaire] ».
De nos jours, la passe de Khyber est franchie par deux voies principales, l'une pour le trafic motorisé, l'autre (légèrement plus élevée) pour les caravanes traditionnelles. La route relie principalement la ville de Kaboul à celle de Peshawar. Zone à dominante pachtoune, la passe était relativement sûre avant la guerre d'Afghanistan, étant gardée par des hommes des tribus locales, payées par le gouvernement, tandis que les crimes commis contre les voyageurs étaient sujets à des punitions collectives. Depuis la guerre, les Talibans ont investi la région, contraignant l'armée pakistanaise à fermer la voie, de plus en plus souvent, lors des offensives militaires, tandis que l'OTAN cherchait d'autres voies, notamment à partir de la Russie et de l'Asie centrale, pour approvisionner la coalition.

## Dans la fiction

### Cinéma et séries télévisées
Une partie du film L'Homme qui voulut être roi (1975), adapté du roman homonyme de Rudyard Kipling, se déroule dans la passe de Khyber.

### Littérature
La passe de Khyber est le théâtre de plusieurs passages de romans de la série littéraire SAS de Gérard de Villiers, en particulier L'Homme de Kabul (no 25) et Embuscade à la Khyber Pass (no 72). Les romans de Rudyard Kipling sont évoqués dans ce dernier.
C'est là où se termine, ou plutôt s'interrompt, le récit de voyage de L'Usage du monde de Nicolas Bouvier et Thierry Vernet.

### Bande dessinée
Un album de bande dessinée de Micheluzzi s'intitule L'Homme du Khyber (éditions Christian Chalmin, 1986) ou tout simplement Khyber (éditions Mosquito, 2016). Son intrigue s'achève par une évocation de la bataille du « Khyber Pass », qui marqua le début de la seconde guerre anglo-afghane.